# 니르바토르

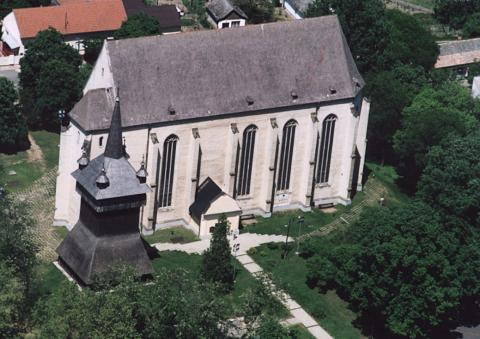
니르바토르 교회당

니르바토르(헝가리어: Nyírbátor)는 헝가리 야스너지쿤솔노크주에 위치한 도시로 면적은 66.73km2, 인구는 12,259명(2015년 기준), 인구 밀도는 183.7명/km2이다. 니르바토르구의 행정 중심지이기도 하다.
1279년 문헌에 처음 등장했으며 도시 이름은 고대 튀르키예어로 "좋은 영웅"을 뜻하는 '바티르'(batir) 또는 몽골어 '바토르'(bator)에서 유래된 이름이다. 15세기와 16세기 사이에 건립된 교회 및 세속주의 건축물 유적, 헝가리와 트란실바니아의 역사에서 중대한 영향을 끼친 바토리 가문의 유산으로 유명한 곳이다.

시기
시 문장